# Dicranomyia unicinctifera
Dicranomyia unicinctifera là một loài ruồi trong họ Limoniidae. Chúng phân bố ở miền Cổ bắc.